# Río Envira
Río Envira är ett vattendrag i Brasilien.   Det ligger i delstaten Acre, i den västra delen av landet, 2 600 km väster om huvudstaden Brasília.
I omgivningarna runt Río Envira växer i huvudsak städsegrön lövskog. Trakten runt Igarapé Bom Jardim är nära nog obefolkad, med mindre än två invånare per kvadratkilometer.